# 启无蹄盖蕨
启无蹄盖蕨（学名：Athyrium wangii）为蹄盖蕨科蹄盖蕨属下的一个种。

## 扩展阅读
- 維基物種上的相關：启无蹄盖蕨